# (500474) 2012 TE236
(500474) 2012 TE236 es un asteroide perteneciente al cinturón de asteroides, descubierto el 7 de octubre de 2012 por el equipo del Pan-STARRS desde el Observatorio de Haleakala, Hawái, Estados Unidos.

## Designación y nombre
Designado provisionalmente como 2012 TE236.

## Características orbitales
2012 TE236 está situado a una distancia media del Sol de 2,896 ua, pudiendo alejarse hasta 3,109 ua y acercarse hasta 2,683 ua. Su excentricidad es 0,073 y la inclinación orbital 6,767 grados. Emplea 1800,31 días en completar una órbita alrededor del Sol.

## Características físicas
La magnitud absoluta de 2012 TE236 es 16,6. 